# AG Insurance-Soudal
AG Insurance - Soudal Quick-Step is een Belgische vrouwenwielerploeg.

## Geschiedenis
De ploeg werd opgericht voor het seizoen 2020 en komt voort uit de Pavé76 ontwikkelingsstructuur van Natascha den Ouden, waar de UCI-ploeg NXTG Racing en de juniorenploeg APB Junior Women Development Team deel van uitmaken.
In december 2021 werd een samenwerking opgestart met wielermanager Patrick Lefevere en het Vlaams bedrijf Experza waarvan hij vennoot is. De ploeg kreeg begin 2022 de nieuwe naam NXTG by Experza.
Kort daarna vond Lefevere met het Belgische verzekeringsbedrijf AG Insurance een nieuwe hoofdsponsor die tekende tot 2025, waardoor er alweer een naamsverandering was. Op 22 maart 2022 werd de ploeg onder de nieuwe naam AG Insurance NXTG voorgesteld. 
In 2023 rijdt de ploeg onder de naam AG Insurance-Soudal Quick-Step waarmee de link met Soudal Quick-Step, de WorldTour formatie voor mannen duidelijk is. De oorspronkelijke U23-opleidingsploeg en de vrouwen juniorenploeg zijn gebleven maar er is een ploeg voor elite-rensters toegevoegd. Acht U23-rensters stroomden door naar de eliteploeg en grote namen als Ashleigh Moolman-Pasio, Lotta Henttala en Romy Kasper werden aangetrokken. De ambitie is in 2024 een Women's WorldTour licentie te verkrijgen. 
In 2023 trad Servais Knaven toe tot de staf als technisch en sportief manager. Jolien D'hoore is er ploegleider.

## 2024

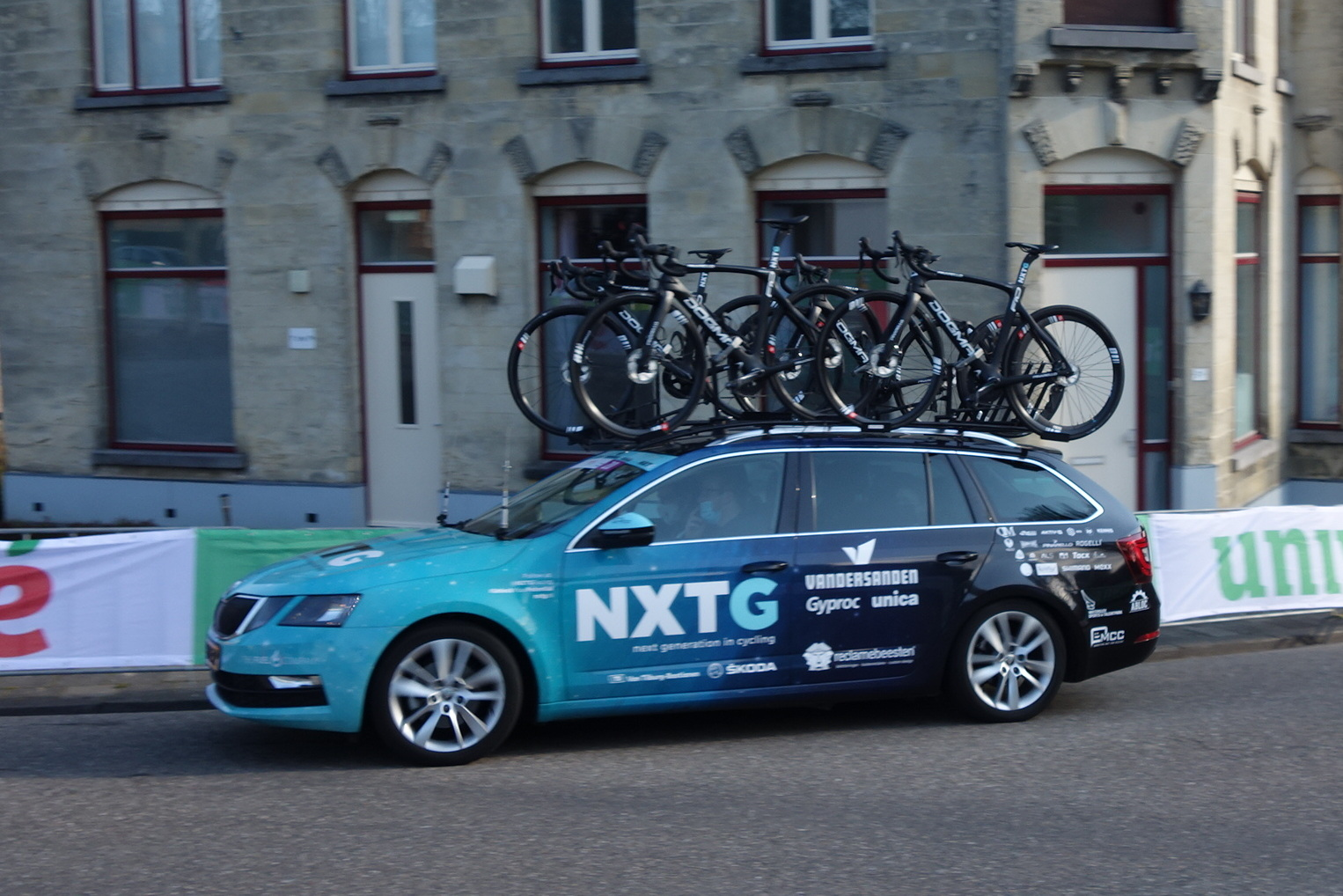
Ploegauto in de Amstel Gold Race 2021.

### Jongerenteams
| U23                  | U19                  |
| -------------------- | -------------------- |
| Lore De Schepper     | Auke De Buysser      |
| Julia Grégoire       | Ella Heremans        |
| Febe Jooris          | Fee Knaven           |
| Mirre Knaven         | Jente Koops          |
| Julia Kopecký        | Roos Müller          |
| Jade Linthoudt       | Eirini Papadimitriou |
| Margot Marasco       | Luca Vierstraete     |
| Fien Masure          |                      |
| Noëlle Rüetschi      |                      |
| Laura Lizette Sander |                      |

Mannen:   2003 · 2004 · 2005 · 2006 · 2007 · 2008 · 2009 · 2010 · 2011 · 2012 · 2013 · 2014 · 2015 · 2016 · 2017 · 2018 · 2019 · 2020 · 2021 · 2022 · 2023 · 2024 · 2025
Vrouwen:   2023 · 2024 · 2025
Benito · Boogaard · Borgström · Ghekiere · Goossens · Henttala · Kasper · Knaven · Louw · Masetti · Meertens · Moolman · Pluimers · Rijnbeek · Steigenga · Wollaston
Benito · Bentveld (vanaf 24/4-tot 13/9) · Boogaard · Borgström · De Schepper (vanaf 14/6) · Ghekiere · Gigante · Goossens · Le Court · Louw · Masetti · Moolman · Pluimers · Rijnbeek · Steigenga · Van de Velde · Wollaston
Bastiaenssen · Benito · Bentveld · Borgström · Bossuyt (vanaf 14/6) · Castrique · De Schepper · Ghekiere · Gigante · Goossens · Le Court · Louw · Manly · Masetti · Moolman · Pluimers · Steigenga · Van de Velde · Verhulst-Wild · Žigart